# Sant Martí d'Albet
Sant Martí d'Albet és un antic monestir, actualment església sufragània, del veïnat d'Albet en el municipi de Montferrer i Castellbò (Alt Urgell). Està protegida com a bé cultural d'interès local.

## Descripció
És una església d'una sola nau, capçada a llevant per un mur de perfil semicircular que resulta d'una prolongació dels murs laterals sense solució de continuïtat. La nau és coberta amb volta de canó rebaixada que sosté un llosat a doble vessant. La porta d'accés és al mur nord, pròxima a la capçalera, ressaltada per una ampla motllura arrebossada. Al mur sud hi ha una altra porta cegada. La capçalera de l'edifici és coronada per un campanar d'espadanya d'un sol ull.
Situada a un altar, hi ha una talla de fusta policromada barroca de sant Martí del segle xvii.

## Història
Originàriament, l'església d'Albet fou un monestir que ja no tenia comunitat l'any 914. L'any 1040, en l'acta de consagració de Sant Serni de Tavèrnoles, entre les parròquies amb què fou dotat, consta la d'Albes, que s'ha identificat amb la població d'Albet. En la visita pastoral de 1575 l'església d'Albet consta com a sufragània de Sant Vicenç dels Torrents, mentre que en
la visita de 1758, on es fa constar el mal estat de l'escala del campanar, era sufragània de Sant Vicenç de Sendes i, després de la reforma parroquial de 1904, passaria a ser-ho de Santa Creu de Castellbò.